# Liste der Kulturgüter in Meisterschwanden
Die Liste der Kulturgüter in Meisterschwanden enthält alle Objekte in der Gemeinde Meisterschwanden im Kanton Aargau, die gemäss der Haager Konvention zum Schutz von Kulturgut bei bewaffneten Konflikten, dem Bundesgesetz vom 20. Juni 2014 über den Schutz der Kulturgüter bei bewaffneten Konflikten sowie der Verordnung vom 29. Oktober 2014 über den Schutz der Kulturgüter bei bewaffneten Konflikten unter Schutz stehen.
Objekte der Kategorien A und B sind vollständig in der Liste enthalten, Objekte der Kategorie C fehlen zurzeit (Stand: 1. Januar 2023). Unter übrige Baudenkmäler sind weitere geschützte Objekte zu finden, die in der Bau- und Nutzungsordnung der Gemeinde verzeichnet und nicht bereits in der Liste der Kulturgüter enthalten sind.

## Kulturgüter
| Foto |                                                                                           | Objekt                                          | Kat. | Typ | Standort                                     | Beschreibung |
| ---- | ----------------------------------------------------------------------------------------- | ----------------------------------------------- | ---- | --- | -------------------------------------------- | --- |
| ja   | Datei hochladen · Wikidata zu Villa Fischer (Q19362353)                                   | Villa Fischer KGS-Nr.: 00169                    | A    | G   | Kirchrain 11 659966 / 238480                 | 1897 von Friedrich von Thiersch erbaute repräsentative Villa im Stil des Historismus. Intakt gebliebene originale Innenausstattung. Umgeben von Parkanlage mit ursprünglicher Gestaltung.                                                        |
| ja   | Datei hochladen · Wikidata zu Reformierte Kirche (Q1685899)                               | Reformierte Kirche KGS-Nr.: 00168               | B    | G   | Kirchrain 33.1 660207 / 238550               | 1819/20 erbaute achteckige Querkirche im klassizistischen Stil. An der nördlichen Langseite vorgesetzter Turm mit geschweiften Uhrgiebeln, Kuppelhelm und Laterne.                                                                               |
| BW   | Datei hochladen · Wikidata zu Wohnhaus zur Friedau, mit Schopf (Q29580042)                | Wohnhaus zur Friedau, mit Schopf KGS-Nr.: 15566 | B    | G   | Fabrikgässli 11 659708 / 238513              | Herrschaftliche historistische Villa aus der zweiten Hälfte des 19. Jahrhunderts. Dreigeschossiger Putzbau unter flachem Walmdach. Nahezu vollständiger Erhalt der schlichten, zeittypischen Architekturoberflächen im Aussen- und Innenbereich. |
| BW   | Datei hochladen · Wikidata zu Hallwilgedenkstein (Q29580039)                              | Hallwilgedenkstein KGS-Nr.: 15567               | B    | K   | Buchermoos 660031 / 239764                   | 1929 im Auftrag von Wilhelmina von Hallwyl aufgestellter erratischer Block mit eingemeisseltem Wappen und Inschrift. Erinnert an die hohe Gerichtsbarkeit der Herren von Hallwyl.                                                                |
| ja   | Datei hochladen · Wikidata zu Erlenhölzli; jungsteinzeitliche Seeufersiedlung (Q66761426) | Erlenhölzli KGS-Nr.: 15568                      | B    | F   | Moosstrasse 659701 / 236650                  | Jungsteinzeitliche Seeufersiedlung, Teil des UNESCO-Welterbes «Prähistorische Pfahlbauten um die Alpen». |
| ja   | Datei hochladen · Wikidata zu Seerose; jungsteinzeitliche Seeufersiedlung (Q66761431)     | Seerose KGS-Nr.: 15569                          | B    | F   | Seerosenstrasse 659450 / 237350              | Jungsteinzeitliche Seeufersiedlung |
| BW   | Datei hochladen · Wikidata zu Statthalterhaus (Q29580040)                                 | Statthalterhaus KGS-Nr.: 15570                  | B    | G   | Tennwil, Alte Dorfstrasse 23 659160 / 239870 | Im 18. Jahrhundert erbauter ländlicher Oberschichtbau. Hölzernes Gebäude unter Satteldach mit Gerschilden. |

## Übrige Baudenkmäler
| ID  | Foto |                 | Objekt                                                       | Typ | Standort                                  | Beschreibung |
| --- | ---- | --------------- | ------------------------------------------------------------ | --- | ----------------------------------------- | ------------ |
| 901 | BW   | Datei hochladen | Gemeindehaus                                                 | G   | Eggenstrasse 2 659757 / 238421            |              |
| 902 | BW   | Datei hochladen | Wohnhaus Alte Mühle                                          | G   | Seefeldstrasse 16 659668 / 238372         |              |
| 903 | ja   | Datei hochladen | Mühlescheune                                                 | G   | Seefeldstrasse 16.1 659666 / 238396       |              |
| 904 |      | Datei hochladen | Fabrikgebäude                                                | G   | Seefeldstrasse                            |              |
| 905 | ja   | Datei hochladen | Ehemaliges Bauernhaus                                        | G   | Seefeldstrasse 6 659758 / 238423          |              |
| 906 | ja   | Datei hochladen | Geschäftshaus (ehemalige Strohmanufaktur Hans Fischer & Co.) | G   | Seefeldstrasse 10 659727 / 238425         |              |
| 908 | BW   | Datei hochladen | Mehrfamilienhaus Lochfabrik                                  | G   | Tobelwegli 5–7 659523 / 238428            |              |
| 909 | ja   | Datei hochladen | Schwanengut                                                  | G   | Schwanen 4 659809 / 238332                |              |
| 910 | BW   | Datei hochladen | Landwirtschaftliches Nebengebäude                            | G   | Schwanen 659778 / 238344                  |              |
| 911 |      | Datei hochladen | Mehrfamilienhaus Speuzli                                     | G   | Seefeldstrasse                            |              |
| 912 | ja   | Datei hochladen | Geschäftshaus Kontor                                         | G   | Kirchrain 8 659858 / 238416               |              |
| 913 |      | Datei hochladen | Bändelihaus                                                  | G   | Kirchrain                                 |              |
| 914 | BW   | Datei hochladen | Villa Dubler                                                 | G   | Kirchrain 5 659860 / 238484               |              |
| 918 | BW   | Datei hochladen | Wohnhaus Farb                                                | G   | Bahnhofstrasse 1 659824 / 238572          |              |
| 920 | BW   | Datei hochladen | Römisch-katholische Pfarrkirche                              | G   | Flurengasse 660215 / 238791               |              |
| 921 | BW   | Datei hochladen | Wohnhaus Grädel                                              | G   | Lindenmattstrasse 2 659673 / 238681       |              |
| 925 | BW   | Datei hochladen | Gasthof zur Tanne                                            | G   | Tennwil, Seengerstrasse 8 659199 / 239866 |              |
| 926 | BW   | Datei hochladen | Bauernhaus Fischer-Wacker (Wohnteil)                         | G   | Hasen 659346 / 239557                     |              |
| 928 | BW   | Datei hochladen | Ehemaliges Schulhaus                                         | G   | Tennwil, Moosgasse 2 659227 / 239828      |              |

Legende: Siehe Legende der Liste der Kulturgüter von nationaler und regionaler Bedeutung. Anstelle der KGS-Nummer wird als Objekt-Identifikator (ID) die Inventar- oder Gebäudenummer in der Bau- und Nutzungsordnung der Gemeinde verwendet.